# داد كلاركسون
داد كلاركسون (بالإنجليزية: Dad Clarkson)‏ هو لاعب كرة قاعدة أمريكي، ولد في 31 أغسطس 1866 في كامبريدج في الولايات المتحدة، وتوفي في 5 فبراير 1911 في سومرفيل في الولايات المتحدة.

## وصلات خارجية
- داد كلاركسون على موقعبيزبول رفرنس.كوم (الدوري الرئيسي) (الإنجليزية)
- داد كلاركسون على موقعبيزبول رفرنس.كوم (الدوري الثانوي) (الإنجليزية)